# Бруссонетия Казинока
Бруссонетия Казинока (лат. Broussonetia kazinoki) — вид тропических растений рода Бруссонетия (Broussonetia) семейства Тутовые (Moraceae).
В природе ареал вида охватывает Восточную Азию — Китай, Япония, Тайвань и Корея. В 1844 году была завезена в Северную Америку.

## Ботаническое описание
Дерево высотой до 5 м, с тонкими, голыми побегами.
Листья продолговато-яйцевидные или яйцевидные, длиной 5—20 см, с длинным, оттянутым остроконечием, у основания округлые или полусердцевидные, часто двух—трёхлопастные, сверху шершавые, снизу тонко-волосистые, позже голые, на черешках длиной 1—2 мм.
Тычиночные серёжки длиной 1,5 см. Пестичные головки диаметром 1 см.

## Таксономия
Вид Бруссонетия Казинока входит в род Бруссонетия (Broussonetia) трибы Moreae семейства Тутовые (Moraceae) порядка Розоцветные (Rosales).
|  |                                      |  |                                                             |                                                             |                   |  | ещё 8 семейств (согласно Системе APG II) | ещё 8 семейств (согласно Системе APG II) |                 |  |  |  | ещё от 6 до 10 родов | ещё от 6 до 10 родов     |  |  |
|  |                                      |  |                                                             |                                                             |                   |  | ещё 8 семейств (согласно Системе APG II) | ещё 8 семейств (согласно Системе APG II) |                 |  |  |  | ещё от 6 до 10 родов | ещё от 6 до 10 родов     |  |  |
|  |                                      |  |                                                             | порядок Розоцветные                                         |                   |  |                                          |                                          | триба Moraceae  |  |  |  |                      | вид Бруссонетия Казинока |  |  |
|  |                                      |  |                                                             | порядок Розоцветные                                         |                   |  |                                          |                                          | триба Moraceae  |  |  |  |                      | вид Бруссонетия Казинока |  |  |
|  | отдел Цветковые, или Покрытосеменные |  |                                                             |                                                             | семейство Тутовые |  |                                          |                                          | род Бруссонетия |  |  |  |                      |                          |  |  |
|  | отдел Цветковые, или Покрытосеменные |  |                                                             |                                                             |                   |  |                                          |                                          |                 |  |  |  |                      |                          |  |  |
|  |                                      |  | ещё 44 порядка цветковых растений (согласно Системе APG II) | ещё 44 порядка цветковых растений (согласно Системе APG II) |                   |  |                                          | ещё 4 трибы                              | ещё 4 трибы     |  |  |  | ещё от 5 до 7 видов  |                          |  |  |
|  |                                      |  |                                                             | ещё 44 порядка цветковых растений (согласно Системе APG II) |                   |  |                                          |                                          | ещё 4 трибы     |  |  |  |                      |                          |  |  |